# Estação do Ninho da Águia

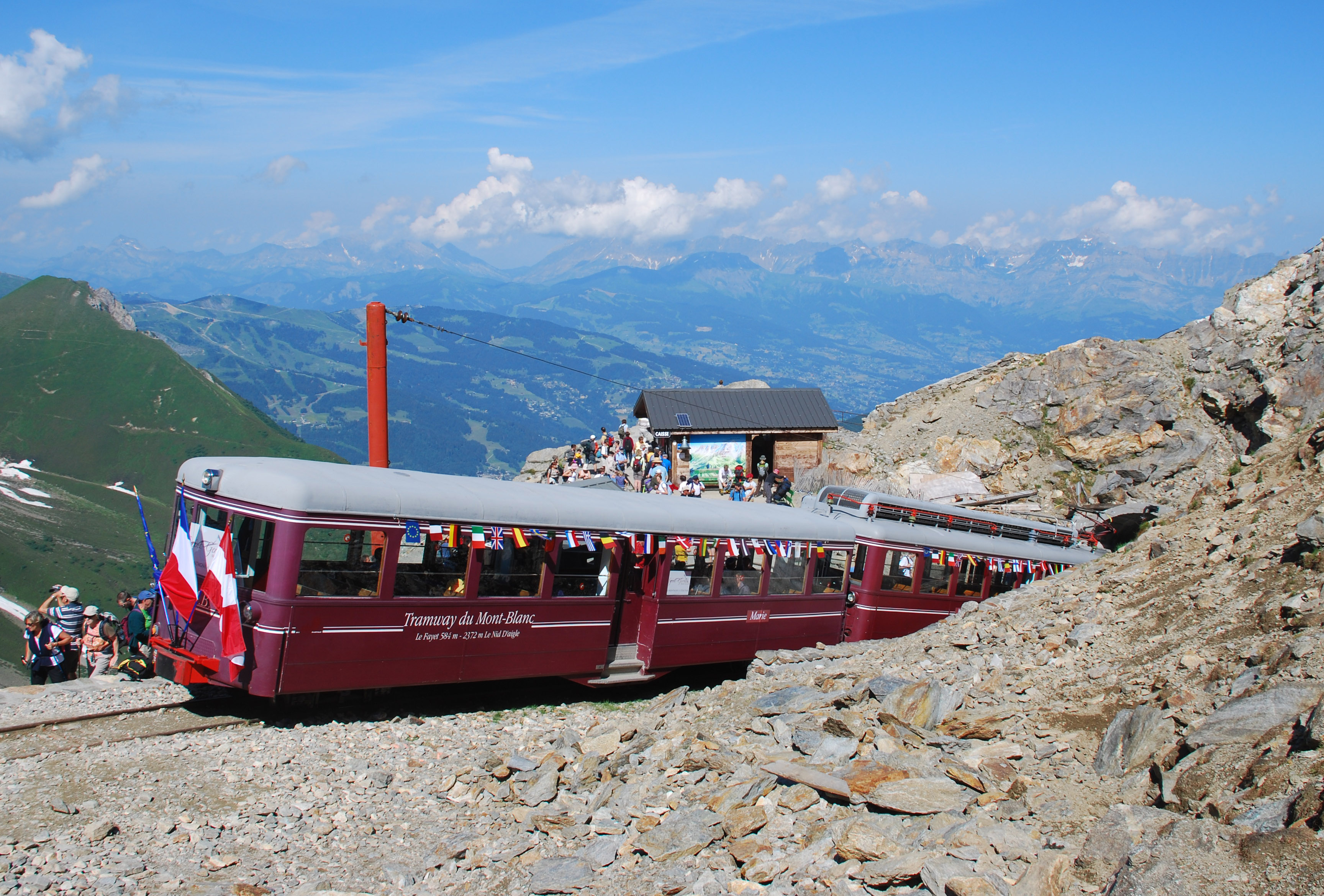
Uma composição mais recente

A estação do Ninho da Águia (em francês:  Gare du Nid d'Aigle) é a estação 
superior, a 2 362 m, do Trâmuei do Monte-Branco (TMB), da Companhia do Monte Branco que parte da estação de Saint-Gervais-les-Bains-Le Fayet e que leva os passageiros às portas do glaciar de Bionnassay.
De Inverno o trâmuei pára na estação de Bellevue em razão dos riscos de avalanche.
A partir desta estação parte-se para a chamada Voie Royale do Monte Branco albergando-se no refúgio de Tête Rousse e depois no refúgio do Goûter.